# Sauchen
Sauchen ist eine Ortschaft in der schottischen Council Area Aberdeenshire. Sie liegt rund 13 Kilometer südwestlich von Inverurie und 24 Kilometer westlich des Zentrums von Aberdeen.

## Geschichte
Östlich von Sauchen zeugt ein Cairn von der stein- oder bronzezeitlichen Besiedlung der Umgebung. Nordöstlich befindet sich außerdem ein Steinkreis mit einem außenliegenden Stehenden Stein.
Nahe dem Steinkreis befindet sich das vermutlich im Laufe der 1570er Jahre errichtete Castle Fraser. Das Mausoleum der Frasers steht auf dem Alten Friedhof von Cluny. Cluny Castle geht auf ein vermutlich um 1604 errichtetes Tower House zurück. Damit ist es rund 50 Jahre jünger als das nahegelegene Tillycairn Castle. Südöstlich wurde um 1835 das Herrenhaus Linton House erbaut. Vermutlich entwarf der schottische Architekt Archibald Simpson das Gebäude.

## Verkehr
Durch die von Aberdeen nach Corgarff führenden A944 ist Sauchen direkt an das Fernverkehrsstraßennetz angeschlossen.